# Громовой ключ
Громовой ключ (Громовой колодец, Святой ключ) — один из природных источников (ключей) в окрестностях города Мытищи, считался святым.

## История
Легенда рассказывает о том, что однажды в сильную грозу молния ударила в землю у Мытищ и из земли вырвалась вода, которая била на высоту до трёх метров. Она оказалась не только вкусной, но и целебной. Источник собирал много паломников и получил название Святого, или Громового. Событие это произошло, приблизительно, в начале XVIII века. Здесь бывали Николай Карамзин, Николай Языков и многие другие, желавшие испить воду святого ключа.

## Описание часовни
Громовой источник существовал издавна, каменную часовню-грот над ним построили во время одной из реконструкций Мытищинского водопровода.
Осенью 1832 года барону Андрею Дельвигу было поручено составить чертёж на перестройку пришедшего в совершенную ветхость Громового ключа (ключевого бассейна № 1). Это было необходимо сделать для проведения новых труб от колодца для Мытищинского водопровода. 1 августа 1832 года состоялся крестный ход и освящение часовни-грота над Громовым колодцем.

Часовня-грот производила впечатление подземной пещеры, свет в неё проникал через единственное зарешётчатое окно. Сооружение окружало бассейн прозрачной воды. Над входом установили надпись: «На горах станут воды и от гласа грома Твоего побегнут». В часовню вела каменная лестница, где в нише на металлической доске была укреплена надпись: «Ключ сего бассейна, по преданию народному, произведенный ударом грома, первый подал мысль к построению сего благодетельнаго для Москвы сооружения. Бассейн сей вновь перестроен в царствование Государя Императора Николая I-го, при управляющем IV Округом Путей Сообщения генерал-майоре Янише, по проекту подполковника Максимова, поручиком Дельвигом в 1833 году».

## Реконструкция
В куполе бассейна был установлен образ «Живоносного источника», принадлежащий матери барона А. И. Дельвига. Перед чудотворной иконой в день 100-летнего юбилея в священном сосуде зажгли огонь, поставив памятную доску: «Лампада перед сим образом поставлена в память столетней годовщины основания Мытищинского водопровода 1779 г. 28 июля 1879».

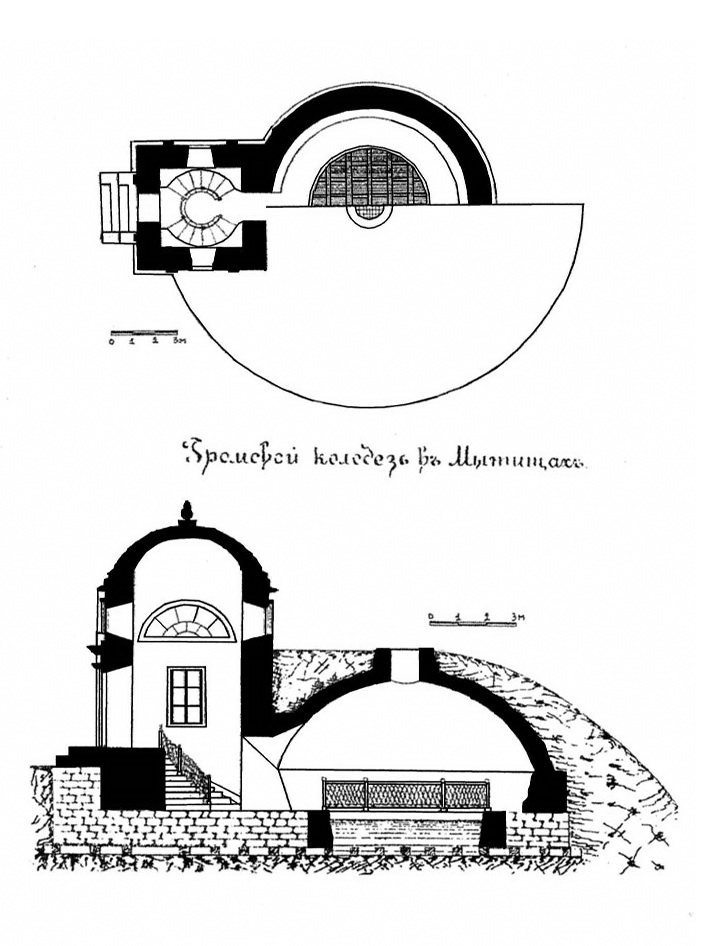
План и разрез часовни над Громовым ключом из книги И. Сытенко «Водоснабжение Москвы». Восстановленный вариант.

Сооружение над часовней было одноэтажным, с двумя окнами, одной входной дверью и куполом с крестом.
Краткое описание часовни содержится также в труде И. Сытенко, изданном в 1879 году, когда отмечалось столетие Мытищинского водопровода (Сытенко И., 1879, с. 34): 

«Бассейн № 1 (Громовой) имеет вид круглого каменного сооружения в диаметре 3,60 саж., стены которого заложены ниже поверхности земли на 0,63 саж., сверх же земли стены покрыты куполообразным сводом, имеющим вверху отверстие, покрытое чугунной решёткой. Под куполом имеется круглый бассейн из дикого камня, в диаметре 2,50 саж., глубиной 0,50 саж., ограждённый чугунной решёткой. Вышеозначенное сооружение имеет четырёхугольную каменную пристройку, выведенную частью из бута, частью из кирпича, покрытую сверху сводами; первая часть сооружения, в которой помещается бассейн, снаружи завалена землёй в виде усечённого конуса. Площадь, занимаемая ключевым бассейном, составляет 52 кв. саж.».

## Техническое устройство
Существует подробное техническое описание конструкции часовни, сохранившееся в «Деле о передаче Московских водопроводов в Думу» за 1871—1872 гг., разысканном составителями ИАМ:
Ключевой бассейн № 1 (Громовой). Группа 1-я.
Площадь, занимаемая бассейном № I, составляет 52 кв. саж., самое сооружение состоит из 2-х частей:
1) входной части, в которой помещается круглая лестница по обе стороны о 10 ступенях из дикого камня с чугунною решёткою длиной 8 1/2 аршин и вышиной 1 арш., 3 двери с 6 тумбами; на внутренней стороне лестницы имеется медная доска длиной 14 дюймов, шириной 9 дюймов с надписью о времени построения бассейна, о лицах, производивших работы, и проч.;
2) из части, в которой находится бассейн из дикого камня в диаметре 2,52 саж. и глубиной 3 фута 10 дюймов, ограждённый железной решёткой длиной 7,94 саж., вышиной 1 арш. 2 верш. с 8-ю тумбами; означенное сооружение основано на ростверке, заложенном на глубину 8,75 фут., сверх которого на высоту 4 фута выложено бутовым камнем, а сверх того выведены кирпичные стены: входной части длиной внутри 1,78 сажен, шириной 1,71 саж. на высоту от бута тому в 3 фута, над этой частью имеется кирпичный свод тому в пятах в 2 кирпича, а в ключе в 1 кирпич, наружная часть стен оштукатурена, а свод в диаметре 2 саж. и парапеты в диаметре 6 аршин 7 вершков и 7 арш. 3 верш., ширины 6 и 4 верш., а равно и отливы над карнизом покрыты белым листовым железом, в верхней части купола имеется из латунной золочёной меди шар, а на оном медный крест; на крыше имеются из белого железа надстенные желобья на протяжении 10,32 пог. саж. и 4 водосточные трубы с воронкою длиной по 1 саж
.
В этой части бассейна внизу находится дверь с медным прибором и замком; крыльцо из дикого камня о 4-х ступенях длиной 0,74 саж., шириной 1,4 саж. и вышиной 0,39 саж. и 2 окна вышиной 0,78 саж., шириной 0,38 саж. с железным переплётом и проволочною сеткою; в верхней части имеется 4 полукруглых окна в диаметре 2314 арш. с железным переплётом и проволочною сеткою, б верхней части этого сооружения, где находится бассейн, от бута до поверхности земли на высоту 0,63 саж. стены выведены из кирпича толщиной внизу 4 1/3 фут., вверху 3112 фут., на которых выведен куполообразный свод в диаметре 3,62 саж., толщиной в пятах 2 3/4 фут., в ключе 1 1/4 фут., в верхней части оного имеется круглое отверстие в диаметре 1 арш. 5 верш., наверху которого имеется кольцо из дикого камня толщиной 5 1/2 верш. и чугунная решетка в диаметре 1 аршин 7 вершков, толщиной 1114 дюйма, а в нижней части «Живоносный источник» в медной раме за стеклом. Из этого бассейна вода приводится чугунною трубою длиной 4 сажени с внутренним диаметром в 6 дюймов в ключевой бассейн № 2".
Как отмечал в 1905 году Н. П. Зимин, «Святой или Громовой колодец… поддерживается и в настоящее время». Фотография часовни, сделанная не позже лета 1903 года, была воспроизведена Б. Садовским.

## XX век

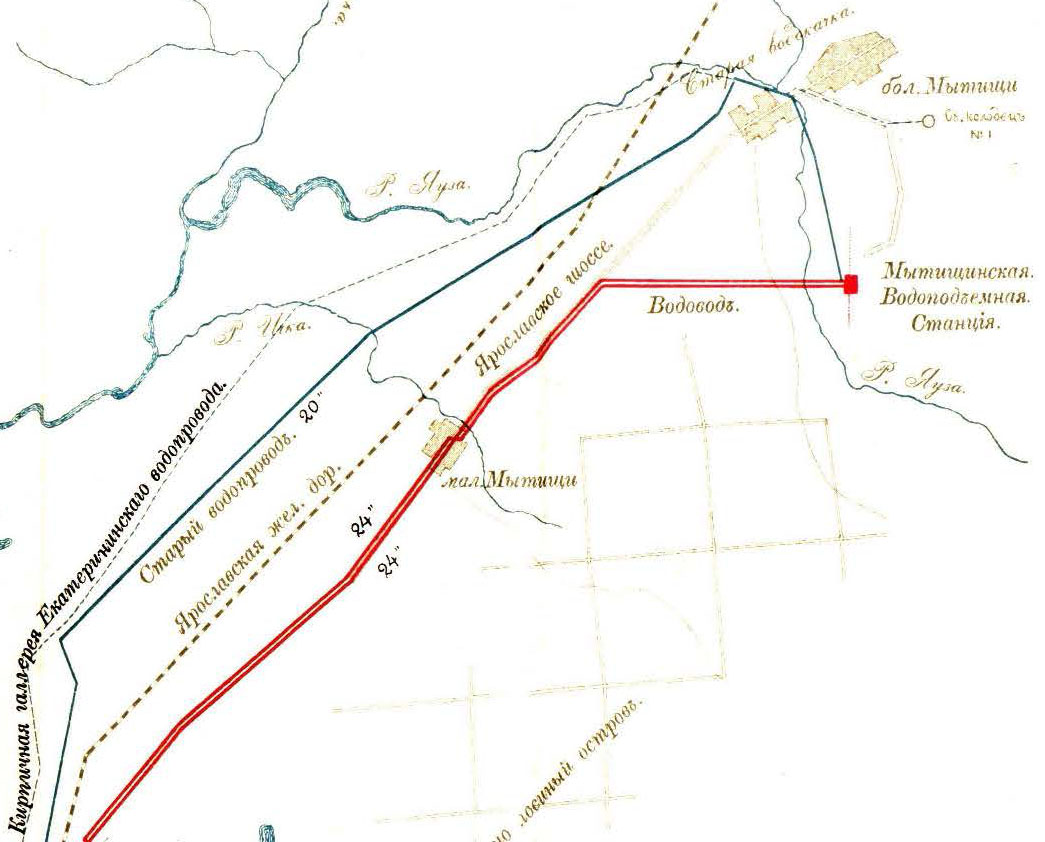
План из книги «Водоснабжение Москвы в 1779—1902 гг.»

Всё так и оставалось до 1917 года, после чего надколодезная часовня на Громовом колодце постепенно пришла в упадок, а затем и вовсе была разрушена. По-видимому, она ещё стояла в 1925 году, когда Громовой колодец упоминался как существующий Н. М. Щаповым. Но уже через четыре года Н. И. Гущин пишет: «До последнего времени сохранялись остатки так называемого „Громового ключа“, происшедшего, по преданию, от удара молнии». Он публикует также фотографию часовни. На ней само здание ещё стоит, купол подземной части пока не обвалился, но окна и дверь уже выбиты, а крест отсутствует.

## Современное состояние
Местность у бывшего Громового ключа в настоящий момент заболочена, видимых остатков часовни не сохранилось. Местоположения источника сейчас можно найти только по старой карте расположения колодцев. В Генплане развития города Мытищи 2008 года указывалось, что часовня на Громовом колодце подлежит восстановлению.
На сегодняшний момент в районе местоположения бывшего Громового ключа установлена памятная табличка.
26 сентября 2019 года к 215-летию Мытищинско-Московского водопровода на бывшем месте часовни был установлен каменный памятный поклонный крест.